# موناد
محمد وحید منتظری وشمه سرایی بازیکن فوتبال نونهالان تهران متولد مرداد ماه ۱۳۹۲ 
پست بازی دفاع

## مقدمه
برنامه‌نویسی تابعی یکی از اصول پایه‌ای در توسعه نرم‌افزار است که بر پایه توابع بدون اثرات جانبی عمل می‌کند. با این حال، در دنیای واقعی، محاسباتی که دارای اثرات جانبی مانند: مدیریت حالت، ورودی/خروجی و یا مدیریت خطاها هستند، اجتناب‌ناپذیرند. مونادها به‌عنوان ساختاری ریاضیاتی و انتزاعی، این اثرات جانبی را به‌گونه‌ای مدل‌سازی می‌کنند که اصول برنامه‌نویسی تابعی نقض نشود.
موناد را می‌توان به‌عنوان یک نوع داده انتزاعی تعریف کرد که دو عملیات اصلی را ارائه می‌دهد:
تابع return یا pure: این تابع یک مقدار عادی را می‌گیرد و آن را در یک زمینه‌ی مونادیک قرار می‌دهد.
تابع bind یا >>=: این تابع دو عملیات مونادیک را ترکیب می‌کند و به زنجیره‌سازی محاسبات کمک می‌کند.
یک مثال ساده و کاربردی از مونادها را در زبان Haskell ببینیم.
فَرض کنید می‌خواهیم یک محاسبه ساده با استفاده از Monad انجام دهیم که دو عدد را از ورودی دریافت کند، آن‌ها را با هم جمع کند و نتیجه را چاپ کند. برای این کار از Monad IO استفاده می‌کنیم که برای عملیات ورودی و خروجی در Haskell کاربرد دارد.
```
main :: IO ()
main = do
    -- دریافت اولین عدد از کاربر
    putStrLn "لطفاً عدد اول را وارد کنید:"
    input1 <- getLine
    let num1 = read input1 :: Int

    -- دریافت دومین عدد از کاربر
    putStrLn "لطفاً عدد دوم را وارد کنید:"
    input2 <- getLine
    let num2 = read input2 :: Int

    -- جمع کردن دو عدد و چاپ نتیجه
    let result = num1 + num2
    putStrLn ("نتیجه جمع دو عدد: " ++ show result)
```

در این مثال، از Monad IO استفاده کرده‌ایم تا عملیات ورودی و خروجی (خواندن عدد از ورودی و چاپ نتیجه) را انجام دهیم.
ابتدا از putStrLn برای چاپ یک پیام به کاربر استفاده می‌کنیم.
سپس از getLine برای دریافت ورودی از کاربر استفاده می‌کنیم و آن را به عدد تبدیل می‌کنیم.
در نهایت دو عدد را با هم جمع کرده و نتیجه را با putStrLn چاپ می‌کنیم.
همان‌طور که مشاهده می‌کنید، با استفاده از موناد IO می‌توانیم به راحتی عملیات ورودی و خروجی را در برنامه‌نویسی تابعی مدیریت کنیم.

## ساختار و اجزای موناد
برنامه‌نویسی تابعی یکی از اصول پایه‌ای در توسعه نرم‌افزار است که بر مبنای توابع بدون اثرات جانبی عمل می‌کند. با این حال، در دنیای واقعی، محاسباتی که دارای اثرات جانبی نظیر مدیریت حالت، ورودی/خروجی یا مدیریت خطاها هستند، اجتناب‌ناپذیرند. مونادها به‌عنوان ساختاری ریاضیاتی و انتزاعی، این اثرات جانبی را به‌گونه‌ای مدل‌سازی می‌کنند که اصول برنامه‌نویسی تابعی نقض نشود.
هر موناد شامل سه بخش اصلی است:
1. سازنده نوع (Type Constructor): این بخش نشان می‌دهد که داده‌ها چگونه در یک ساختار مونادیک قرار می‌گیرند.
2. عملگر bind: این عملگر، داده‌های محصور در یک موناد را استخراج کرده و به یک تابع اعمال می‌کند، که نتیجه آن نیز یک موناد جدید است.
3. تابع return: این تابع یک مقدار را گرفته و آن را در یک موناد قرار می‌دهد

## کاربرد های موناد
مونادها در موارد مختلفی استفاده می‌شوند که مهم‌ترین آن‌ها عبارتند از:
1. مدیریت خطاها: با استفاده از Maybe یا Either می‌توان عملیات‌هایی که ممکن است شکست بخورند را مدیریت کرد.
2. مدیریت وضعیت: موناد State برای حفظ و تغییر وضعیت در یک زنجیره محاسباتی استفاده می‌شود.[۴]
3. مدیریت ورودی/خروجی: با استفاده از IO Monad می‌توان اثرات جانبی مرتبط با فایل‌ها، پایگاه داده و تعاملات کاربری را کنترل کرد.
4. مدیریت عملیات غیرقطعی: List Monad برای مدیریت سناریوهایی که چندین خروجی ممکن دارند، مفید است.

اهمیت و مزایا
- انتزاع بالا: مونادها عملیات پیچیده را در قالبی ساده و قابل فهم ارائه می‌دهند.
- قابلیت ترکیب‌پذیری: با استفاده از مونادها می‌توان عملیات مختلف را به‌صورت زنجیره‌ای و بدون پیچیدگی ترکیب کرد.
- افزایش خوانایی: کدهایی که با موناد نوشته می‌شوند، به دلیل ساختار یکپارچه و قوانین مشخص، ساده‌تر و خواناتر هستند[۵].

## نمونه‌های رایج مونادها
1. Maybe Monad:
این موناد زمانی استفاده می‌شود که عملیات ممکن است موفقیت‌آمیز باشد یا شکست بخورد. به جای مدیریت خطا با مقادیر null یا مقادیر پیش‌فرض، Maybe به‌طور واضح نشان می‌دهد که ممکن است مقداری وجود نداشته باشد.
2. IO Monad:
برای انجام عملیات ورودی/خروجی (مثل خواندن و نوشتن روی فایل‌ها یا گرفتن ورودی از کاربر) از این موناد استفاده می‌شود.
3. List Monad:
این موناد عملیات روی لیست‌ها را ساده می‌کند و برای محاسبات تکراری بسیار مفید است.

## نتیجه گیری
مونادها به‌عنوان یک ابزار انتزاعی، نقش مهمی در حل چالش‌های عملی برنامه‌نویسی تابِعی دارند. با ارائه یک چارچوب منسجم و قابل پیش‌بینی، مونادها مدیریت اثرات جانبی را ممکن کرده و به توسعه‌دهندگان کمک می‌کنند تا کدهای تمیزتر و ساختاریافته‌تری بنویسند.